# Melanodryas vittata
La petroica di Tasmania (Melanodryas vittata (Quoy e Gaimard, 1830)) è un piccolo uccello della famiglia dei Petroicidi originario della Tasmania. Sebbene sia nota anche come Dusky Robin («pettirosso scuro»), non è affatto imparentata con i pettirossi dell'Europa e del Nordamerica.

## Tassonomia
La petroica di Tasmania è stata descritta per la prima volta dai naturalisti francesi Jean René Constant Quoy e Joseph Paul Gaimard nel 1830 e per molti anni, prima di essere inserita in Melanodryas, è stata nota come Petroica vittata. Ne vengono riconosciute due sottospecie:
- M. v. vittata (Quoy e Gaimard, 1830) (Tasmania e isola di Flinders);
- M. v. kingi (Mathews, 1914) (isola di King, tra Australia e Tasmania).

I primi coloni dettero a questa balia il nome di Stump Robin («pettirosso dei ceppi») per la sua abitudine di appollaiarsi su ceppi o pali. Localmente, è nota anche come Wood Robin («pettirosso dei boschi») e Sad Robin («pettirosso triste»).
I pettirossi australasiatici sono stati classificati per lungo tempo nella famiglia dei pigliamosche del Vecchio Mondo, i Muscicapidi, o in quella degli zufolatori, i Pachicefalidi, prima di essere posti in una famiglia a parte, i Petroicidi, o Eopsaltridi. Sulla base delle ricerche sull'ibridazione del DNA svolte da Sibley e Alquist, essi sono stati posti nel parvordine dei Corvida, che comprende molti Passeriformi tropicali e australiani, tra i quali i Pardalotidi, i Maluridi, i Melifagidi e i Corvidi. Tuttavia, successive ricerche molecolari hanno rivelato che i Petroicidi appartengono a una delle prime suddivisioni del ramo dei Passerida (Passeriformi «avanzati»), uno dei due grandi gruppi in cui viene diviso il sottordine degli Oscini.

## Descrizione
Con una lunghezza di 16–17 cm, la petroica di Tasmania è priva dei colori brillanti che ornano i suoi simili. Maschio e femmina hanno aspetto simile, con regioni superiori bruno-grigiastre o marrone-oliva, una sottile striscia bianca sulle spalle e una macchia bianca sulle ali. La gola è bianca e le regioni inferiori marrone chiaro. Le penne della coda sono marroni con le estremità bianche. Il becco è nero e occhi e zampe sono nero-marroni.

## Distribuzione e habitat
La petroica di Tasmania è endemica della Tasmania, dove è largamente diffusa. Predilige le foreste aperte di eucalipti e le brughiere costiere.

## Biologia
La stagione della nidificazione va da luglio a dicembre e ciascuna coppia può avere anche due covate. Posto alla biforcazione di un albero o su un ceppo spesso annerito dal fuoco, talvolta a soli due o tre metri di altezza dal suolo, il nido è una struttura a forma di coppa fatta di erba e corteccia. Ciascuna covata consiste generalmente di 2-4 uova di 22×17 mm, di colore verde oliva o verde-azzurro chiaro, con macchioline di un verde e marrone più scuri.